# Oak City (Utah)
Oak City város az USA Utah államában, Millard megyében. Lakosainak száma 595 fő (2020. április 1.).

## Népesség
A település népességének változása:
| Lakosok száma | 578  | 584  | 595  |
|               | 2010 | 2012 | 2020 |